# Ярантовиці (Влоцлавський повіт)
Ярантовиці (пол. Jarantowice, нім. Immenau) — село в Польщі, у гміні Хоцень Влоцлавського повіту Куявсько-Поморського воєводства.
Населення — 134 особи (2011).
У 1975-1998 роках село належало до Влоцлавського воєводства.

## Демографія
Демографічна структура станом на 31 березня 2011 року:
|          | Загалом | Допрацездатний вік | Працездатний вік | Постпрацездатний вік |
| -------- | ------- | ------------------ | ---------------- | -------------------- |
| Чоловіки | 65      | 12                 | 44               | 9                    |
| Жінки    | 69      | 13                 | 37               | 19                   |
| Разом    | 134     | 25                 | 81               | 28                   |